# Pierre Savorgnan de Brazza
Pietro Paolo Savorgnan di Brazzà, conhecido como Pierre Savorgnan de Brazza (Castelgandolfo, 26 de janeiro de 1852 – Dacar, 14 de setembro de 1905), foi um explorador de origem italiana e nacionalizado francês. Fundou e deu nome à capital da República do Congo, Brazavile. 

## Primeiros anos
Nascido em Castel Gandolfo, perto de Roma, Pietro di Savorgnan Brazza foi o sétimo filho do Conde Ascanio Savorgnan di Brazza, um nobre de Udine, e sua esposa Giacinta Simonetti. Pietro estava interessado na exploração e ganhou entrada para a escola naval francesa em Brest. Graduou-se como um alferes e navegou a bordo do navio francês Jeanne d'Arc até à Argélia.

## Exploração em África
Brazza encontrou pela primeira vez a África em 1872, enquanto navegava em uma missão anti-escravagista perto do Gabão. Seu próximo navio foi o Vénus, que parou no Gabão regularmente. Em 1874 Brazza fez duas viagens, até os rios Gabão e Ogoué. Ele, então, propôs ao governo explorar o rio Ogoué até à sua fonte. Com a ajuda de amigos garantiu financiamento parcial, e o resto saiu do seu próprio bolso. Também se tornou um cidadão naturalizado francês, e nesse momento adotou a grafia francesa de seu nome.

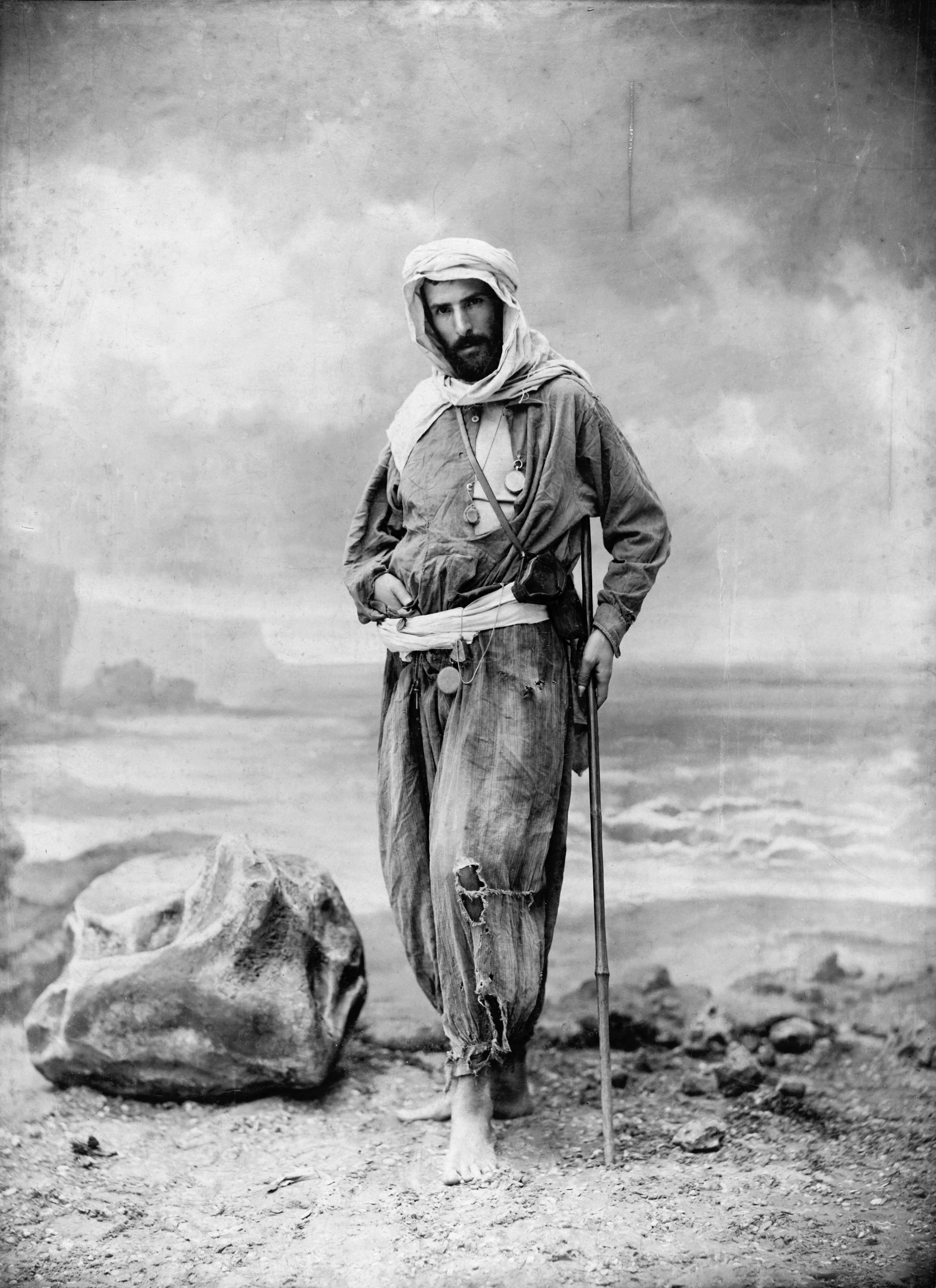
Imagem de Pierre de Brazza

Nesta expedição, que durou de 1875-1878, "armados" apenas com tecidos e ferramentas a serem usadas para a troca de algodão, e foi acompanhado por Noel Ballay, um médico, o naturalista Alfred Marche, um marinheiro, treze senegaleses e quatro intérpretes locais.
O governo francês autorizou uma segunda missão, 1879-1882. Seguindo o rio Ogoué e prosseguindo por terra para o rio Lefini, Brazza conseguiu alcançar o rio Congo em 1880 sem invadir reivindicações portuguesas. Ele, então, propôs ao rei Makoko do Batekes que colocasse o seu reino sob a proteção da bandeira francesa. Makoko, interessado nas possibilidades de comércio e na obtenção de uma vantagem sobre os seus rivais, assinou o tratado. Makoko arranjou o estabelecimento de um assentamento francês no Congo nas proximidades do Lago Malebo, lugar mais tarde conhecido como Brazavile , após a partida de Brazza, o posto foi ocupado por dois Laptots sob o comando do Sargento senegalês Malamine Camara.
Em 1883, Brazza foi nomeado governador-geral do Congo francês em 1886. Ele foi demitido em 1897 devido à baixa rentabilidade da colônia.
Em 1905, as histórias de injustiça foram chegando a Paris, o trabalho forçado e brutalidade pelo novo governador do Congo, Emile Gentil em conjunto com as novas empresas de concessão estabelecidas pelo Escritório Colonial Francês e toleradas pelo Bispo do Congo.
Brazza foi enviado para investigar e o relatório resultante foi revelador e contundente, apesar de muitos obstáculos colocados em seu caminho. Quando seu apoiador Félicien Challaye colocou o relatório embaraçoso na frente da Assembleia Nacional, foi suprimido e essas condições opressivas permaneceram no Congo francês durante décadas.

## Morte
A última ida ao Congo teve um preço duro para ele pois sua viagem de regresso a Dacar morreu de disenteria e febre (em meio a rumores de que ele havia sido envenenado). Seu corpo foi repatriado para a França e foi dado um funeral de Estado na Igreja Sainte-Clotilde  em Paris teve seu corpo exumado e transportado para Argel. O epitáfio para o seu local de enterro em Argel se-lê: "une mémoire puro de sang humain " ("Uma memória limpa sem sangue humano").